# رستم و سهراب (فیلم ۱۹۶۳)
رستم سهراب فیلمی هندی در سبک درام، اکشن و ماجرایی است که در سال ۱۹۶۳ تولید شده‌است.

## بازیگران
- پریتویراج کاپور در نقش رستم زابلی
- پرم نات در نقش سهراب
- ثریا در نقش شاهزاده تهمینه
- ممتاز
- مراد